# Almenara de Adaja
Almenara de Adaja è un comune spagnolo di 26 abitanti situato nella comunità autonoma di Castiglia e León.